# Hassan Sabry Pasha
Hassan Sabry Pasha, född 1879, död 1940 var Egyptens regeringschef från den 28 juni till den 14 november 1940.